# Resolutie 1505 Veiligheidsraad Verenigde Naties
Resolutie 1505 van de Veiligheidsraad van de Verenigde Naties werd unaniem door de Veiligheidsraad van de Verenigde Naties aangenomen op 4 september 2003. De Veiligheidsraad stelde Hassan Jallow aan als openbaar aanklager van het Rwandatribunaal. Voordien hadden dit tribunaal en het Joegoslaviëtribunaal dezelfde openbaar aanklager.

## Achtergrond
Toen Rwanda een Belgische kolonie was, werd de Tutsi-minderheid in het land verheven tot een elitie die de grote Hutu-minderheid wreed onderdrukte. Na de onafhankelijkheid werden de Tutsi verdreven en namen de Hutu de macht over. Het conflict bleef aanslepen, en in 1990 vielen Tutsi-milities verenigd als het FPR Rwanda binnen. Met westerse steun werden zij echter verdreven.
In Rwanda zelf werd de Hutu-bevolking opgehitst tegen de Tutsi. Dat leidde begin 1994 tot de Rwandese genocide. De UNAMIR-vredesmacht van de Verenigde Naties kon vanwege een te krap mandaat niet ingrijpen. Later dat jaar werd het Rwanda-tribunaal opgericht om de daders te vervolgen.

## Inhoud
De Veiligheidsraad:
- Herinnert aan resolutie 1503.
- Merkt op dat die resolutie de nieuwe functie van openbaar aanklager van het Rwandatribunaal creëerde.
- Verwijst naar artikel °15(4) van de statuten van het tribunaal dat met resolutie 1503 werd aangenomen.
- Overwoog de voordracht van Hassan Jallow als openbaar aanklager door secretaris-generaal Kofi Annan.
- Stelt Hassan Bubacar Jallow aan als openbaar aanklager van het Rwanda-tribunaal met ingang op 15 september voor een ambtstermijn van vier jaar.

## Verwante resoluties
- Resolutie 1482 Veiligheidsraad Verenigde Naties
- Resolutie 1503 Veiligheidsraad Verenigde Naties
- Resolutie 1512 Veiligheidsraad Verenigde Naties
- Resolutie 1534 Veiligheidsraad Verenigde Naties (2004)

Lijst ·  1455 ·  1456 ·  1457 ·  1458 ·  1459 ·  1460 ·  1461 ·  1462 ·  1463 ·  1464 ·  1465 ·  1466 ·  1467 ·  1468 ·  1469 ·  1470 ·  1471 ·  1472 ·  1473 ·  1474 ·  1475 ·  1476 ·  1477 ·  1478 ·  1479 ·  1480 ·  1481 ·  1482 ·  1483 ·  1484 ·  1485 ·  1486 ·  1487 ·  1488 ·  1489 ·  1490 ·  1491 ·  1492 ·  1493 ·  1494 ·  1495 ·  1496 ·  1497 ·  1498 ·  1499 ·  1500 ·  1501 ·  1502 ·  1503 ·  1504 ·  1505 ·  1506 ·  1507 ·  1508 ·  1509 ·  1510 ·  1511 ·  1512 ·  1513 ·  1514 ·  1515 ·  1516 ·  1517 ·  1518 ·  1519 ·  1520 ·  1521